# Vertedouro

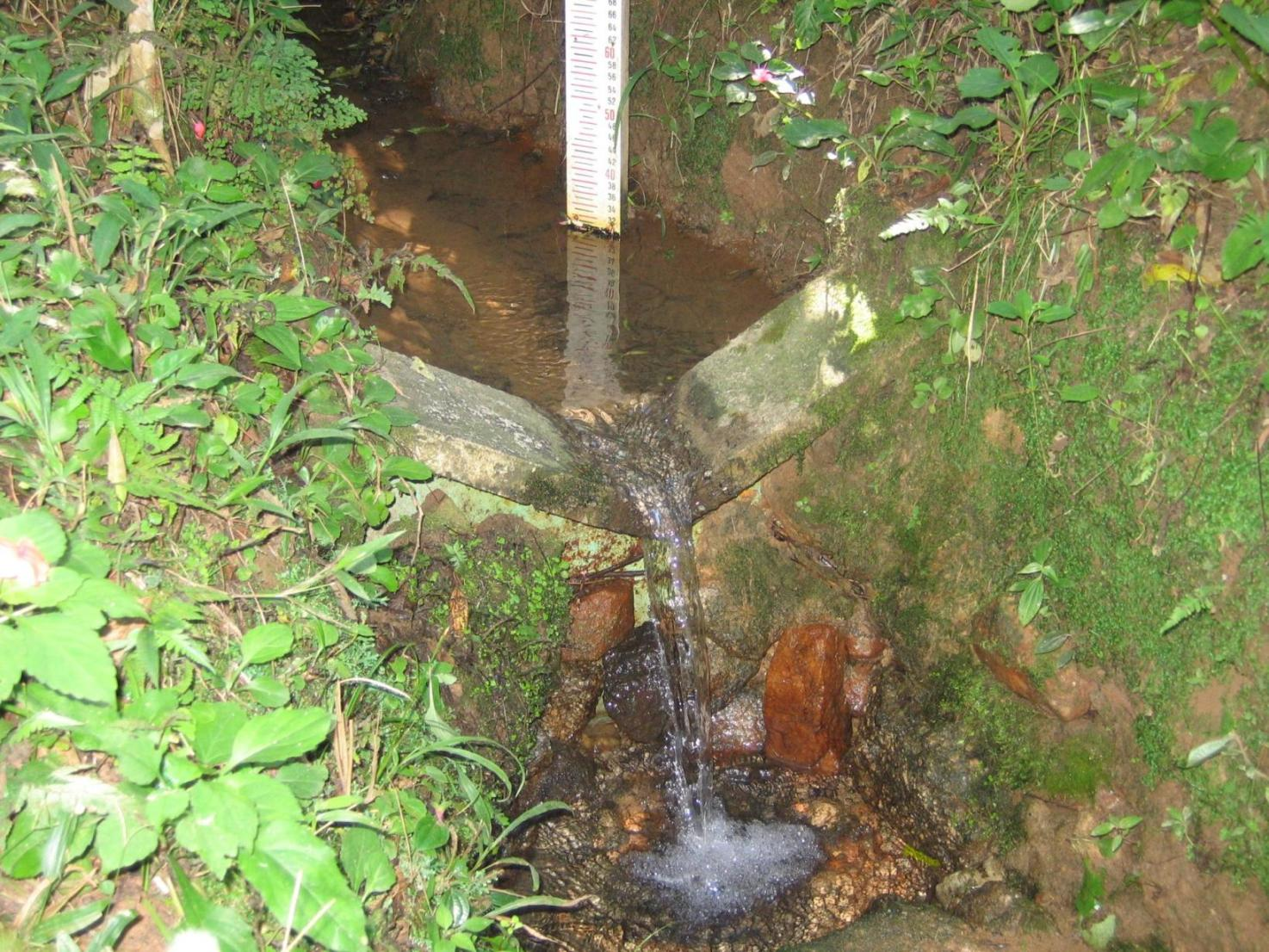
Vertedouro destinado a medição da vazão da nascente de um rio. Local: Parque Nascentes do Rio Tietê, em Salesópolis

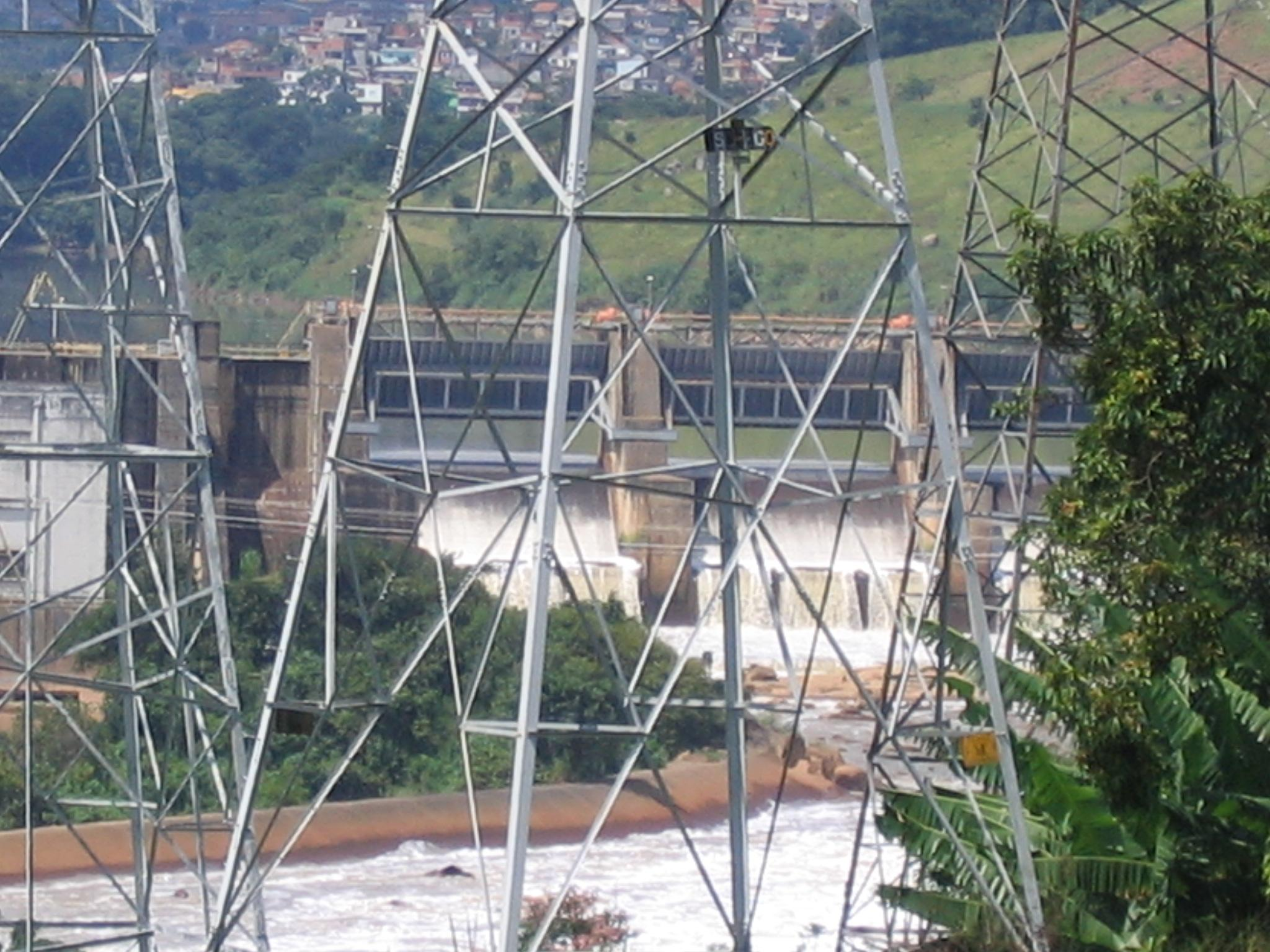
Vertedouro da Barragem Edgard de Sousa

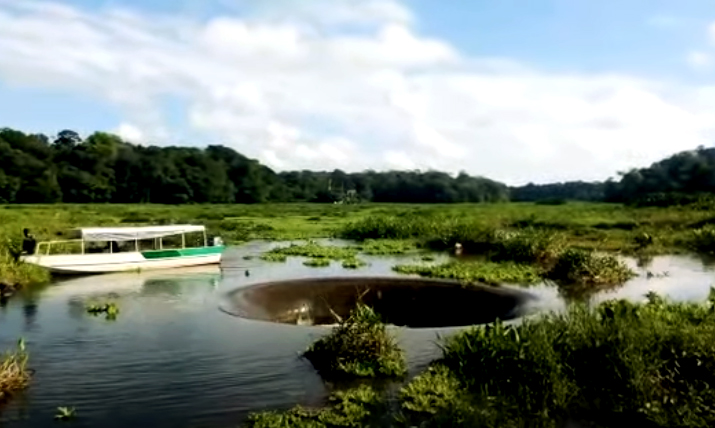
Vertedouro no lago Bolonha, localizado no parque do Utinga (Belém do Pará).

Em hidráulica, vertedouro, vertedor, sangrador, desaguadouro, sangradouro,(pt-BR) ou descarregador,(pt-PT?)é uma estrutura hidráulica, essencialmente na forma de um orifício sem a parte superior, que pode ser utilizada para diferentes finalidades, como medição e controle de vazão (principais usos), com funcionamento semelhante ao ralo de uma pia. Quando o objetivo é a medição de vazão, uma geometria bastante empregada é a triangular de parede delgada, embora possam ser empregadas as formas retangular ou semicircular. É considerado uma das partes mais importantes de uma barragem, o excesso de água deve ser descarregado para jusante de forma segura, como alternativa ao uso de calhas laterais. Isto pode ser feito de diferentes formas, sendo a principal delas com o uso de vertedores-extravasores. 
Os vertedores-extravasores possuem uma parte inicial que é o vertedor propriamente dito, seguido de um canal (normalmente bastante inclinado) que possibilita o escoamento da água até a bacia de dissipação onde se forma um ressalto hidráulico (se ela existir). Existem diferentes tipos de vertedores-extravasores, sendo este apenas um exemplo. Em Itaipu, por exemplo, o escoamento é controlado por comportas (o que pode não ocorrer em outras barragens). Ele passa pelo vertedor, escoa por vários canais e "salta" na extremidade final do canal (que possui inclinação positiva). Esse tipo de vertedor é conhecido como Salto Esqui e pode ser encontrado em outras barragens de proporções menores, como em Pindobaçu. Assim, pode-se dizer que o vertedor-extravasor é uma estrutura artificial executada com a finalidade de conduzir de maneira segura a água através de uma barreira, que geralmente é uma barragem, e que o vertedor é uma estrutura hidráulica cuja geometria corresponde à de um orifício do qual foi suprimida a parte superior, tendo como finalidade, por exemplo, a medição de vazão de um dado escoamento de água.
O excesso de água acumulada em um reservatório de uma barragem, seja de uma usina hidrelétrica ou de outra barragem qualquer
(irrigação, abastecimento, navegação etc.) deve ser extravasado de forma segura por um canal ou túnel, de montante para a jusante. Neste sentido, o vertedouro é o órgão de segurança da represa. Ele também é chamado de vertedouro, sangrador ou sangradouro. 
Os vertedouros podem conter algum mecanismo (comporta que regule a passagem do fluxo de água por eles. Nas barragens, este serviço geralmente é feito por comportas de aço, ou por válvulas.
O projeto de um vertedouro de uma grande barragem exige estudos hidrológicos detalhados, além de simulações do escoamento em modelo físico reduzido e, por meio de dinâmica dos fluidos computacional (nos casos mais simples, utiliza-se, pelo menos, as equações de Boussinesq com o intuito de simular de forma aproximada a possibilidade de catástrofes, como o rompimento da barragem). 
O maior vertedouro do mundo é o da Usina Hidrelétrica de Tucuruí, no rio Tocantins, no Brasil, com uma capacidade de projeto calculada para a enchente decamilenar (Período de retorno igual a dez mil anos) de 110.000 m³/s. 
Como a queda da água pode ser muito alta (cerca de centenas de metros), além de sua vazão também poder ser elevada, no pé de um vertedouro (no final do canal de forte declividade), podem existir estruturas que ajudem a dissipar a energia cinética da água, a fim de não causar danos a base da barragem. Como citado anteriormente, o uso de bacias de dissipação por ressalto hidráulico pode ser uma alternativa, pois, como se sabe, a jusante do ressalto o escoamento é subcrítico (fluvial) e, portanto, com velocidades que podem ser compatíveis com as velocidades máximas admissíveis relacionadas à estabilidade do leito do rio. Este tipo de alternativa, no entanto, é limitada pela vazão específica descarregada. Por esta razão existem outros tipos de sistemas extravasores. O de Itaipu, por exemplo, possui uma rampa no final do canal extravasor que permite que o escoamento seja lançado para jusante. Com isto, o jato dispersa no ar, misturando-se e tendo a sua energia cinética reduzida. Adicionalmente, o projeto é elaborado de tal maneira que o jato caia distante da barragem, evitando possíveis escavações que poderiam comprometer a estabilidade da estrutura.
No caso da barragem de Tucuruí, por exemplo, foi executada uma pré-escavação à jusante do vertedouro com 40 metros de profundidade que funciona como bacia de dissipação da energia do jato de água. Estudos cuidadosos de estabilidade da obra, da formação do jato, das comportas , da operação do vertedouro e muitos outros foram realizados em modelos reduzidos no Rio de Janeiro, no Laboratório de Hidráulica Saturnino de Brito.